# Zózimo Bulbul
Zózimo Bulbul nome artístico de Jorge da Silva (Rio de Janeiro, 21 de setembro de 1937 — Rio de Janeiro, 24 de janeiro de 2013) foi um ator, cineasta, produtor e roteirista brasileiro. Um dos maiores expoentes da Cinematografia afro-brasileira nas décadas de 60 e 70, Zózimo Bulbul fez da história do povo negro no Brasil o seu caminho através do cinema. Como ator de cinema, trabalhou em mais de 30 filmes, atuou em clássicos como Terra em transe, Compasso de Espera e As Filhas do Vento. Em 1969, se tornou o primeiro negro a ser protagonista de uma novela brasileira, Vidas em Conflito da TV Excelsior. Em 1974 estreou como diretor com o curta em preto e branco Alma no Olho. Como produtor e roteirista, ele realizou até 2009 inúmeros curtas e um longa, todos com o foco na valorização da cultura negra no Brasil.
Morreu em 24 de janeiro de 2013 em consequências de um câncer no colo do intestino.

## Biografia
Zózimo Bulbul, ator e diretor de cinema tem sua carreira iniciada em meados dos anos 60. Sua formação é no CPC da UNE. Todos os seus filmes são importantes para a preservação e memória da cultura afro. São todos filmes que procuram denunciar as diferenças, a solidão, a discriminação e a desigualdade que o povo negro ainda vive no país, mas sempre com um olhar de luta e de desafio.

### Anos 60 e início da carreira como ator
Zózimo Bulbul começou sua carreira como ator nas peças encenadas pelo Centro Popular de Cultura da UNE, nos anos de 1960. Ainda nos anos 60, iniciou sua carreira no cinema, como ator, tendo sido seu primeiro trabalha com Leon Hirszman no segmento "Pedreira de São Diogo" do filme Cinco Vezes Favela de 1962. Também, atuando neste filme estava Abdias do Nascimento, figura importante para Zózimo como para a militância política negra de forma geral, criador do teatro experimental negro, foi uma influência artística e política para a afirmação de uma arte militante negra. Nas palavras do cineasta e pesquisador mineiro Joel Zito Araújo:
“É possível ver uma continuidade entre a obra cinematográfica e a ação artística e militante de Zózimo Bulbul com a herança deixada pelo também falecido senador Abdias do Nascimento, criador do Teatro Experimental Negro (TEN) nos anos de 1940. Foram metas comuns aos dois denunciar o falso mito da democracia racial, combater a discriminação contra o negro e promover sua autoestima. É o que podemos ver tanto na obra dramatúrgica e plástica de Abdias Nascimento quanto nos filmes de Zózimo Bulbul.”  
Zózimo, despontou como ator nos anos áureos do Cinema Novo, tendo atuado em filmes muito importantes na História do Cinema Brasileiro. Em 1963 trabalhou no filme Ganga Zumba de Cacá Diegues, em 1967 em Terra em transe de Glauber Rocha e o filme de 1968 A Compadecida de George Jonas.
Em 1969, foi o primeiro negro a ser protagonista de uma novela brasileira, Vidas em Conflito da TV Excelsior.

### Início da carreira como diretor
Insatisfeito com a condição reservada aos negros nas telas decidiu escrever e dirigir seus próprios filmes.  Em 1974, dirige o curta metragem em preto e branco “Alma no Olho”, uma reflexão sobre a vinda dos africanos para a diáspora ao som de John Coltrane. O título foi inspirado no livro do líder dos Panteras Negras Eldridge Cleaver, Alma no Exílio. O livro de Cleaver foi publicado em 1968 nos EUA e no Brasil em 1971. Tornou-se leitura corrente entre os intelectuais negros brasileiros, quase todos, naquele momento, antenados com os movimentos políticos que ocorriam na África e nos EUA. Aliás, nesse sentido, reflete totalmente o ideário da negritude afro-americana na história e na trilha sonora: a música “Kulu Se Mama”, de Julian Lewis, executada por John Coltrane entra em “off”, enquanto o ator (Bulbul), através de pantomimas, conta a história da diáspora negra, desde a África até os dias atuais.
Dedicado ao saxofonista John Coltrane, Alma no Olho é um dos poucos filmes que absorveu na época as influências do protesto negro norte-americano. Embora a parcela mais ativa dos militantes negros brasileiros já tivesse construído uma agenda política informada do ideário da negritude pelo menos desde o final da década de 60.. A reflexão sobre a experiência dos negros urbanos e de suas lutas políticas nos filmes brasileiros é praticamente ausente. Nesse sentido, Alma no Olho é absolutamente moderno e aponta para uma representação do negro descolada do culturalismo nacionalista quase sempre elitista e conservador.
Em 1988 lança o seu longa metragem “Abolição”, que propõe uma reflexão crítica sobre a então comemoração dos 100 anos da abolição da escravatura, registrando para a posteridade as imagens e o pensamento dos mais importantes personagens do movimento negro brasileiro na segunda metade dos anos de 1980. Dirigiu também inúmeros curtas, sempre com um olhar para o negro na sociedade brasileira: “Aniceto do Império” (1981), “Samba no Trem” (2000), “Pequena África” (2002), entre outros. No ano de 2010, a convite do Presidente do Senegal, Zózimo realizou o filme “Renascimento Africano”, que mostra o Senegal nas comemorações dos 50 anos de independência.

### Centro Afro Carioca de Cinema
Em 2007, fundou o Centro Afro Carioca de Cinema, aonde vem desenvolvendo um trabalho de referência para a Cinematografia Afro Brasileira. Um trabalho de conscientização, memória e incentivo a novos caminhos, de aumento de autoestima e da compreensão do mundo através da arte Cinematográfica, onde são realizadas Oficinas, debates, seminários, mostra de filmes nacionais e internacionais, lançamentos de livros entre outras ações. Os Encontros de Cinema Negro são o principal legado de Zózimo no Centro Afrocarioca e representam um marco na história do Cinema Negro no país, pois não só retomam uma discussão sobre a consolidação do campo das cinematografias negras no mundo como também significam um posicionamento político a respeito destas produções. Pois na perspectiva de Bulbul não havia dúvida: para ter filme exibido em seus Encontros, o/a realizador/a tinha de ser negro/a. Cinema Negro, tal como ele concebia, era o fruto de subjetividades negras projetadas na tela.

## Filmografia

### Como ator
| Ano  | Título                                    | Personagem                          |
| ---- | ----------------------------------------- | ----------------------------------- |
| 2010 | O papel e o mar                           | João Cândido Felisberto             |
| 2010 | 5x Favela - Agora por Nós Mesmos          | Homem do bar                        |
| 2005 | As Filhas do Vento                        | Marcos Evangelista de Souza (velho) |
| 2004 | O Veneno da Madrugada                     | Carmichael                          |
| 2003 | Oswaldo Cruz - O Médico do Brasil         | Prata Preta                         |
| 2002 | A Selva                                   | Procópio                            |
| 1988 | Natal da Portela                          |                                     |
| 1987 | Tanga (Deu no New York Times?)            | Militar                             |
| 1984 | Quilombo                                  | Homem da pedra                      |
| 1982 | A Menina e o Estuprador                   | Pedro                               |
| 1980 | Giselle                                   | Jorge                               |
| 1980 | Parceiros da Aventura                     | Grevista                            |
| 1979 | A Deusa Negra                             | Babatunde                           |
| 1975 | Ana, a Libertina                          | Negro                               |
| 1974 | El encanto del amor prohibido             |                                     |
| 1974 | Brutos Inocentes                          | João Capataz                        |
| 1974 | Pureza Proibida                           | Chico                               |
| 1973 | Compasso de Espera                        | Jorge                               |
| 1971 | Quando as Mulheres Paqueram               | Carlos                              |
| 1970 | A Guerra dos Pelados                      | Vitorino                            |
| 1970 | O Palácio dos Anjos                       | Embaixador do Senegal               |
| 1970 | República da Traição                      |                                     |
| 1969 | O Cangaceiro sem Deus                     | Ariranha                            |
| 1969 | A Compadecida                             | Frade/Manuel                        |
| 1968 | O Engano                                  | Amante                              |
| 1968 | O Homem Nu                                | Homem da mudança                    |
| 1967 | Terra em Transe                           | Repórter                            |
| 1967 | Garota de Ipanema                         | Jovem na praia                      |
| 1967 | El Justicero                              | Dudu da Briga                       |
| 1967 | Proezas de Satanás na Vila de Leva-e-Traz |                                     |
| 1966 | Onde a Terra Começa                       |                                     |
| 1965 | O Grande Sertão                           |                                     |
| 1963 | Ganga Zumba                               |                                     |
| 1962 | Cinco Vezes Favela                        |                                     |

### Como diretor[5]
- 2010 Renascimento Africano
- 2006 Referências
- 2006 Zona Carioca Do Porto
- 2005 República Tiradentes
- 2002 Pequena África
- 2001 Samba No Trem
- 1988 Abolição
- 1981 Aniceto Dia De Alforria
- 1973 Alma No Olho

## Televisão
| Ano  | Título                  | Personagem |
| ---- | ----------------------- | ---------- |
| 1996 | Xica da Silva           | Caetano    |
| 1994 | Memorial de Maria Moura |            |
| 1969 | Vidas em Conflito       | Rodney     |